# 黄茂兴 (皮划艇运动员)
黄茂兴（1989年1月4日—），中国皮划艇运动员，出生于广东省。在2012年伦敦奥运会上，黄茂兴／李强组合进入男子划艇1000米决赛，名列第八。

## 主要荣誉
- 2007年亚洲皮划艇锦标赛单人划艇1000米冠军
- 2010年广州亚运会男子200米单人划艇冠军